# رود سیل
سیل یک رودخانه به طول ۴۳ کیلومتر (۲۷ مایل) در تیرول اتریش است. سیل یکی از بزرگترین سرشاخه‌های رود این در تیرول است. در شمال از طریق ویپتال به سمت اینسبروک جریان می‌یابد. منبع آن در شرق گذرگاه برنر قرار دارد. در سیلزویکل (نام نقطه ای که در آن به رودخانه این در اینسبروک می‌پیوندد) یک منطقه تفریحی با مسیرهای دوچرخه سواری وجود دارد. حوضه رودخانه طبیعی ۸۵۳ کیلومتر مربع (۳۲۹ مایل مربع) استکه ۳۱٫۶ کیلومتر مربع (۱۲٫۲ مایل مربع) از آن توسط یخ‌های یخچالی پوشانده شده‌است. انرژی آبی حاصل از جریان این رودخانه برای سه نیروگاه استفاده می‌شود. آبشارهای روی رودخانه شامل آبشار سیل است که ارتفاع آن از ۴ متر (۱۳ فوت) و از جایی که آب برای مصارف شهری خارج می‌شود. در آبشار سیل ماهی‌هایی مانند ماهی قزل آلا یافت می‌شود. آبشار دیگر بترکلر در انتهای پاشبرگ در اینسبروک است. سیل در داستانهای آمراس و دروترفلک توسط نویسنده اتریشی توماس برنارد نقش برجسته‌ای دارد.